# アニソン・アカデミー
『アニソン・アカデミー』は、NHK-FMで2013年4月6日から放送されているアニメソング専門の音楽番組。略称はアニアカ。

## 概要
NHK-FMでは2006年以降、長時間特別番組『今日は一日○○三昧』の企画の一つとして「今日は一日“アニソン”三昧」というアニメソング専門のリクエスト番組を複数回放送しており、回を重ねるたびに人気が高まっていた。
2008年12月31日放送の第3弾「今日は一日“アニソン”三昧 ファイナル」ではリスナーから番組に寄せられるリクエスト数もおよそ10万通を数え、放送当日の公式サイトのアクセス数がNHK紅白歌合戦に比肩する約334万件を記録。さらに、2010年5月5日の第4弾「今日は一日“帰ってきたアニソン”三昧」の放送では、リクエスト総数が約15万通に上ったほか、この番組のTwitterハッシュタグが（NHKの発表では）一時的に「全世界で一番使われているハッシュタグ」になる“事件”が起こったほか、第5弾「今日は一日“アニソン”三昧 Z（ゼット）」でも、同じハッシュタグが2012年上半期通算で最も多く使用されたハッシュタグとなるほどであった。他にもNHKネットラジオ らじる★らじるのアクセス数を更新するなど、「アニソン三昧」は『今日は一日○○三昧』の代名詞となり、NHKをして「モンスター番組」と言わしめるほどの存在となっていた。
また、この「○○三昧」とは別に、2007年からNHKラジオ第1にてアニソンやアニメ制作関係者らにインタビューする『渋谷アニメランド』が随時特集番組として放送され、2010年度は隔週レギュラー（火曜日）、2011年度からは毎週レギュラー（派生番組の『エレうた!』を放送する最終週を除く。2011年度土曜、2012年度日曜）に昇格して放送し続けた。
このような反響を受ける形で、NHK-FMでは初のアニメソング専門のレギュラー番組が誕生することになった。番組の立ち上げには「アニソン三昧」のスタッフが携わることになる。
番組の内容は、リスナーからリクエストを中心にして、アニメソングを幅広く取り上げつつ、バラエティに富んだコーナーを設け、子供から大人まで楽しんでもらうものである。
番組パーソナリティにはサブカルチャー好きとして知られる中川翔子が担当。番組担当者は「テレビでは大人の女性の雰囲気を漂わせるようになった中川さんですが、この番組では豊富なアニメ知識を存分に発揮して、テレビでは封印ぎみ（?）の“オタぶり”を前面に出していただきたいと思っています」と説明している。番組のロゴデザインも中川が手がけている。
本放送に先立ち、プレ番組として、2013年3月4日 - 8日と11日 - 15日の24:00 - 24:50に『とことんアニソンアカデミー前夜祭』が放送された。
2016年4月30日は、スピンオフ元の「アニソン三昧」シリーズ第6弾として『今日は一日“アニソン”三昧 〜あンな歌にそンな歌にこンな歌 何ンでもありーな感じ!?〜』を放送、番組担当も本番組パーソナリティの中川・あべ・藤崎が担当する。
2017年4月1日の放送では番組5年目に入ることにあたり、この番組の「校歌」が制作され初めて披露された。作詞はパーソナリティである中川とあべが手がけ、作曲を渡辺宙明、編曲を田中公平がそれぞれ担当、ささきいさおと水木一郎がレコーディングとしては初めてデュエットで歌っている。同曲は10月18日にCD化され発売されている。
2018年8月12日放送の『徳光和夫のふるさと民謡トーク』にて当番組とのコラボ企画であるアニソン音頭特集を放送した。
新型コロナウイルス感染拡大及び改正・新型インフルエンザ等対策特別措置法に基づく緊急事態宣言の発令に伴う渋谷・放送センターにおける外部入場禁止に伴い、2020年4月11日・4月18日放送分は過去の放送を再編集した傑作選として放送、4月25日から5月30日までの放送分は中川・あべ・ゲスト講師がいずれも自宅で収録した物を送る「家庭学習スペシャル」として放送した。そして緊急事態宣言全面解除後、体制が整った6月6日より放送センターからの生放送を再開している。また、コロナ禍が始まり、感染の面から公開生放送を中止していたが、2022年11月12日に静岡市のNHK静岡放送局から3年振りに公開生放送を行った。
基本的にアニメソングが中心となるが、中川が特撮（特にスーパー戦隊シリーズ）ファンであるため、特撮関連の楽曲も流れるほか、ゲームミュージックやテレビドラマ関連の楽曲なども流れることがある。
番組エンディング前、曲名紹介した曲終わりに曲名紹介していない曲がいきなり掛かる事をあべしフェイントと呼ぶ。
アニメソングの学校がコンセプトである為、特別編成で番組が休みの時は休校と称し、公開録音を課外授業と称する。
2024年10月改編より毎月最終週の放送を休止し、その代わりとして2025年3月まではこれまで特番として放送された『アニソンプレミアムRADIO』を放送した、さらに2025年4月改編では毎月第1・2週のみの放送となる（第3週以降はセレクション（再放送）枠）。
中川が2025年8月9日放送を最後に産休に入り、生放送は暫く休止。9月、10月の4回(月2週放送)の放送は、事前収録した番組を流し、舞台等で休む際に立てていた代理パーソナリティは立てない。

## 放送時間
- 土曜 14:00 - 16:00

原則生放送だが、出演者のスケジュールの都合や新年1回目の放送、上述のように緊急事態宣言を受けての制限などにより、番組全体または一部を事前収録することがある。
首都圏の放送局を中心に差し替えが行われることがある（夏の甲子園県大会やNHK全国学校音楽コンクール県予選放送のため）が、番組内では差し替えの予告は基本はせず、地方別のNHKラジオ番組表を見ない限り分からない。らじる★らじる及びradikoでは通常通り聴くことができる（らじる★らじるは日本8地域の局が全国どこでも受信可能なので、通常放送している地域の局を受信すればよい。radikoのでの配信は東京・渋谷から配信される東京都域放送のみ全国同一コンテンツとして配信される為、地域選択は不要）。
2020年4月4日放送分より、らじる★らじるの聞き逃し配信サービスの対象となった。放送の翌々日となる翌週月曜正午より1週間配信が行われる。但し一部の放送回(アンコール放送回等)は聞き逃し配信は行われない場合がある。

## パーソナリティ
「アカデミー」にちなんで、学校の生徒会の肩書きが割り当てられている。
- 生徒会長[7]：中川翔子
- 生徒会書記：あべあきら（放送作家・シンガーソングライター）
- 放送部（いずれもNHKアナウンサー）
  - 藤崎弘士（放送センター→津放送局在籍） - 放送開始時から不定期出演していたが、2013年6月1日放送分から正式にレギュラー出演。アニソンランキング部の結果発表放送時に参加するほか、中川不在時の進行役を務めることがある。2016年3月末をもって一時休学。同年6月には松山放送局に異動していたが、2018年7月より東京アナウンス室に復帰し、同年8月の夏休みスペシャルより正式に復学。
  - 塩澤大輔（高知放送局→仙台放送局→東京アナウンス室・首都圏センター→福島放送局→東京アナウンス室） - 高知局時代は「高知校放送部」として東京出張時に藤崎の代打で出演することがあった。
  - 松岡忠幸（東京アナウンス室→金沢放送局） - 2018年11月17日放送分で初出演。

なお、ゲストの中には講師とは別の肩書きが付けられている場合がある。※は中川がコンサートツアー等で番組欠席時の代理パーソナリティを担当した人物。
- 名誉校長：田中公平※
- 名誉講師・名誉Z校長：水木一郎※
- 名誉講師・名誉大声部長：松本梨香※
- キッズアニソン部部長：山野さと子※
- 名誉環境委員長：牧野由依※
- 名誉環境副委員長：三浦祐太朗
- 料理部副部長：佐咲紗花※
- 給食委員：松澤由美
- 名誉宇宙刑事：串田アキラ
- 名誉ラスボス：小林幸子
- 天文部：スフィア
- 視聴覚委員兼放送部兼妹：春名風花
- 名誉大王兼理事長：ささきいさお※
- ガンダム女子部：春奈るな
- ラジオ制作部部長：千葉繁
- 名誉キャット兼ラジオ制作部員アシスタント：杜野まこ
- 名誉さくらたん：丹下桜※
- 名誉魔法使い：朝川ひろこ
- 名誉マミちゃん：太田貴子
- 名誉保健委員長：森口博子※
- 名誉聖戦士：MIQ
- 名誉ロックヒーラー：日向めぐみ
- 名誉ダンス部部長：内田順子
- 名誉おてんば部長：鮎川麻弥
- ちびっこ部長：米倉千尋※
- 名誉アニソン・特ソンの父：渡辺宙明
- 名誉美化委員：鈴木結女
- 名誉生き物係：桑島法子
- スマイルボム隊長：馬渡松子
- 名誉シンギング・リム：下成佐登子
- 飼育係：いとうかなこ
- 名誉園芸部部長：水瀬いのり
- 名誉防災部長：たいらいさお
- 名誉バタートーストしぇんしぇー：前川陽子※
- 名誉名作アニソンの母：大杉久美子
- 名誉おっちょこちょい：うちやえゆか
- アニソン生き物部：だっくす小峰、恐竜くん、カブトムシゆかり
- アニソンクラシック部&ヘヴィメタ部：石川綾子※、Fuki Commune
- アニソン登山部：水木一郎、谷本貴義
- アニソン・アカデミーカヴァー部：岩男潤子※、米倉千尋
- 特ソン・アカデミー書記長：鈴木美潮※
- 京都放送部：丹沢研二（京都放送局→首都圏センター在籍）
- 餃子部部長：橘田いずみ
- 名誉詩人の会：森雪之丞
- 名誉建築士：小坂明子
- 名誉肉女子：竹達彩奈
- 名誉日サロ部長：山形ユキオ
- 名誉アジアの星：小林亜星
- 名誉イントロ王子：歌広場淳※
- 名誉中二病：ZAQ
- ヨーロッパ支局長：鷺巣詩郎
- ロサンゼルス分校名誉校長：八神純子
- 吹奏楽団神講師：エリック・ミヤシロ
- 名誉ゴールデン若葉フリーダム：奥井亜紀
- 名誉臓声部長：山寺宏一※
- 名誉アクション部部長：富沢美智恵
- 名誉けん玉部部長：深見梨加
- 名誉サバ女：森川美穂
- 名誉そうめん部部長：下川みくに
- 名誉猿回され部長：下川みくに
- 名誉晩酌番長：石田燿子
- 名誉特ソン大統領：関智一
- 名誉アニジャズマスター：大野雄二
- アニソン・アカデミー特撮部部長（仮）：ショッカーO野※
- 名誉パンダ部部長：田中敦子
- 名誉パンダ部副部長：夏川椎菜※
- 名誉声がわりしない部：大森玲子
- 名誉愛ドル：中島愛
- 名誉結弦様の声優やりたい部：SCREEN mode※
  - 部長：勇-YOU-、部員：雅友
- 名誉アニアカ応援パートナー：A応P※、A応P ZERO
- 名誉音楽の先生・ジーナ先生：加藤登紀子
- 名誉元祖アイドル声優：潘恵子
- 名誉チームグルグル：ORESAMA、TECHNOBOYS PULCRAFT GREEN-FUND
- 名誉ランチ部長：鈴木このみ
- 名誉宙&御朱印ガール：篠原ともえ※
- 名誉クイーン：小山茉美
- 名誉筋肉パイセン：遠藤正明
- 名誉教頭：堀江美都子
- 名誉オカルト部長：奥井雅美
- 名誉ミスサンシャイン：茅原実里
- 名誉サッカー部キャプテン：林哲司
- 名誉チームふたりはプリキュア：五條真由美※、宮本佳那子
- 名誉青春部長：CHiCO
- 名誉ヲタクアイドル部：でんぱ組.inc
- アニ特シンガーソングライター特別講師：サイキックラバー
- 名誉ドラクエゲーマー：すぎやまこういち
- 名誉もっこりハンター：神谷明
- 名誉電撃娘：平野文
- 名誉スイーツ部長：岩里祐穂
- 名誉保健教師：織田哲郎
- 名誉伝説のサービス声優：三石琴乃
- 名誉体育教官：影山ヒロノブ
- 名誉新体操部部長兼コーチ：日髙のり子
- 名誉日本妄想協会：麻生かほ里
- 名誉ルビマスター：売野雅勇
- 名誉ドライ部部長：三木眞一郎
- 名誉キッズアニソン部顧問：池毅
- 名誉刑事長：内田直哉
- でんじゃらすにーさん：ヒャダイン
- 名誉チームプリキュア：成瀬瑛美、小原好美、小松未可子、上坂すみれ、木野日菜、工藤真由、潘めぐみ、堀江由衣
- 名誉鉄子：彩音
- 名誉ジブリプリンセス：島本須美
- 名誉動物園園長：福山芳樹
- 名誉コスプレ声優：横山智佐
- 名誉カラオケ番長：喜多修平
- アニアカ名誉教授：津久井教生
- 名誉大魔神：宮内タカユキ
- 名誉客員教授：井上ヨシマサ
- 名誉山梨おてんば娘：三澤紗千香
- 名誉DJ部長：DJ和
- 名誉レコード部長：荻野目洋子
- 名誉アニソン界の宴会部長：angela※
- 名誉合唱団顧問：湯川れい子
- 名誉サッカー部サブキャプテン：小杉保夫
- 実況部：清野茂樹
- 名誉人見知り部長：栗林みな実
- 名誉漫研顧問：タケカワユキヒデ
- 名誉サプライズ講師：緒方恵美[注 2]
- 名誉ゴルフ部顧問：若草恵
- 才能開発室室長：田中秀和
- 防犯対策室顧問：川井憲次
- 名誉ケボーン！先生：Sister MAYO
- 名誉夜の保健室の先生：畑亜貴
- 名誉流しのヴァイオリニスト：増田太郎
- 名誉デザイン部：GARNiDELiA
- 名誉食いしんべヱ：一龍斎貞友
- 名誉語り部：入船亭扇治
- 名誉なんだかんだで20年来ファミリー：飯田里穂
- 名誉言ノ葉探偵団団長：松井五郎
- 名誉江戸っ子：古田喜昭
- 名誉おしゃべり副部長：幹葉（スピラ・スピカ）
- 名誉風紀委員：NoB
- 名誉ドウ・ヂー・ジェィン：都志見隆
- 名誉アニソンヒーローズ顧問：石原慎一
- 名誉合唱部のリーダー：青山吉能
- 名誉ミスターブルース：鈴木キサブロー
- 名誉釣り師のサガ：千綿偉功
- 名誉萌え歌研究会：小松里歌
- 名誉教授：渡辺俊幸
- 名誉陶芸部の部長：冨永みーな
- 名誉特ソンヒーローズ顧問：風雅なおと
- 名誉新プロ女子：黒崎真音
- オタチャリ姫：東城咲耶子
- 名誉ウィン機長：森崎ウィン
- 名誉鬼エイム：藍井エイル
- 名誉ヤマト相談役：宮川彬良
- 名誉猫まみれ委員会：南條愛乃（1番）、ナノ（3番）、FRAM（4番）、國府田マリ子（5番）、鈴木愛奈（6番）、降幡愛（7番）、上杉真央（8番）、阿部寿世（9番）、堂島孝平（10番）、堂島孝平（10番）、芹澤優（11番）、ChouCho（12番）、久住小春（13番）、つむぎしゃち（14番）、大谷舞（15番）、山川恵津子（16番）、新居昭乃（17番）、笹倉かな（18番）
  - 2番は中川。
- 名誉バラード部部長：TRUE
- 名誉特ヲタ女子会会員：中西りえ、宮島咲良
- 名誉団長：平野綾
- 名誉アニソン界の最強牝馬：亜咲花
- 名誉料理研究部：千住明
- 名誉料理部部長：きただにひろし
- 名誉詩吟舞部長：鈴華ゆう子（和楽器バンド）
- 名誉フォーク同好会長：木根尚登
- 名誉ものまね同好会会長：高橋秀幸
- 名誉ロマン追い求め部部長：やなぎなぎ
- 名誉カレー部長：谷本貴義
- 名誉ヒルズの民：小杉十郎太
- 名誉スポッチ：岡崎体育
- 名誉バスケット部キャプテン：ヨシダタクミ（saji）
- 名誉劇伴の魔術師：梶浦由記
- 名誉タンゴ部長：小松亮太
- ウルトラ推しの子：潘めぐみ
- 名誉発酵委員長 納豆・キムチ必須：椎名へきる
- 名誉犬まみれ委員会：山川恵津子（0番）、國府田マリ子（1番）
- 名誉ツーリングサークル会長：玉置成実
- 名誉空想同好会：みあ（三月のパンタシア）
- 名誉男子新体操部曲がけ係：林ゆうき
- 名誉漫研部長：飯窪春菜

## 放送内容
リクエストコーナー
テーマなしのリクエストの他、以下のテーマに沿ったリクエストを受け付ける。
- マイ・ターニングアニソン 〜アニソンの力〜 - リスナーが転機となったアニソンとそのエピソードを寄せる。
- アニソン遺産 - リスナーが未来に残したい懐かしのアニソンとその思いを寄せる。
- アニソン前口上 - リスナーが好きなアニソンとそのアニソンのユニークな曲の紹介ナレーション（前口上）を寄せる。「アニソン自由研究」の位置づけ。
- アニバーサリー・アニソンリクエスト - 誰かにとっての記念日や、何かの記念日にアニソンをプレゼント。

この他、随時何らかのテーマにそったアニメソングのリクエストを募る事もある（例：ドライブBGMになるアニソン、演歌や音頭的なアニソン）。
ゲストコーナー
声優・アニソン歌手を「講師」として招き、アニソンにまつわるトークを繰り広げるほか、ゲストによっては代表的な持ち歌の「歌唱講座」が行われる。
アニソンセルフライナーノーツ
ゲストの楽曲の中から中川またはゲスト自身が思い入れのある楽曲を選曲し、その曲についてゲスト自ら楽曲の背景などを解説する。
アニソンランキング部
特定の年に本放送・公開・発売されたアニソンのランキングを基本的に1ヶ月の放送内（特番等で休止の場合はそれに応じて期間を延ばす）で決める。放送回ごとに中間発表を行い、翌月最初の放送で全ランキングを発表する。
流しのアニソン部
あべのアコースティックギターに乗せて、中川がアニメソングをカバーして歌う不定期コーナー。
アニアカ広報部
本番組の今後の放送予定やNHKのテレビ・ラジオで放送される関連する番組の告知、中川やあべの今後のスケジュールなどの告知コーナー。
アニソンコンシェルジュ
リスナーから募集したシチュエーションにあった曲を中川とあべが選曲し紹介する。
一(ひと)文字萌え大賞
アニソン、特ソン、キャラキターソングの歌詞の一部の一文字の歌手の歌い方の癖(例：「る」を「るぅ」と歌う。)を見付けて、それをリスナーに投稿してもらい、幾つか聞いてリスナー投票で大賞を決める定期的な企画。元々、生徒会長の中川翔子がアニソン、特ソンの歌詞の一部の一文字の歌手の歌い方の癖を見付けて「癖が強い」、とトーク中紹介していたのにリスナーが共感したのが企画された理由。

## 講師
歌手名の後ろの『』で囲まれた楽曲は、「歌唱講座」で使用された楽曲。
1. 水木一郎（『マジンガーZ』）
2. Kalafina
3. きただにひろし（『ウィーアー!』）
4. 橋本潮（『ロマンティックあげるよ』）、熊倉一雄
5. 杏子
6. 松本梨香（『めざせポケモンマスター』）
7. 山野さと子（『ドラえもんのうた』）
8. （講師なし、レギュラーのみで進行）
9. 佐咲紗花
10. ささきいさお（『宇宙戦艦ヤマト』）
11. 米倉千尋（『嵐の中で輝いて』）
12. 流田Project
13. 上坂すみれ
14. 水瀬いのり
15. 五條真由美（『DANZEN! ふたりはプリキュア Ver.Max Heart』）
16. 清水マリ
17. 高取ヒデアキ（『祝!（ハピ☆ラキ）ビックリマン』）
18. 森口博子、angela（『Shangri-La』） - 「夏休み生徒会SP」として「NHK WONDER LAND2013」会場のベルサール秋葉原（東京都千代田区）での公開生放送[15]
19. 南里侑香
20. 尾藤イサオ（『あしたのジョー』）
21. 井上喜久子
22. 松下唯
23. 井上あずみ（『さんぽ』）
24. 石田燿子（『乙女のポリシー』）
25. 河野マリナ
26. meg rock
27. 藍井エイル
28. Revo（Linked Horizon）
29. 國府田マリ子
30. 田中公平
31. ROOKiEZ is PUNK'D
32. 堀江由衣
33. 緒方恵美、KOTOKO
34. AiRI
35. 富永TOMMY弘明（『ジョジョ 〜その血の運命〜』）
36. 岩男潤子、HIROSHI、meg rock - 「冬休みSP」として14時 - 18時での拡大放送
37. 櫻井孝昌
38. 和田光司
39. May'n
40. 島本須美
41. 橋本みゆき
42. 山本正之
43. 分島花音
44. 結城アイラ
45. （講師なし、レギュラーのみで進行）
46. ALTIMA
47. BACK-ON
48. Ray
49. 水木一郎（『バビル2世』）、ポカスカジャン、岩里祐穂 - 「祝! 一周年 新学期SP」として14時 - 18時での拡大放送
50. 石川綾子、佐咲紗花
51. （講師なし、レギュラーのみで進行）
52. 橋本一郎（作家、マンガ原作者。朝日ソノラマでソノシートブックの制作に携わる） - 中川翔子の代理で井上喜久子がパーソナリティを務める
53. キング・クリームソーダ
54. 橋本仁（『STAND PROUD』）
55. （講師なし、レギュラーのみで進行）
56. 畑亜貴
57. NoB - 中川の代理で、松本梨香がパーソナリティを務める。
58. LiSA
59. Petit Rabbit's（水瀬いのり、種田梨沙）
60. （講師なし、レギュラーのみで進行）
61. 大槻ケンヂ
62. 井上俊次
63. palet（藤本結衣、木元みずき）
64. angela
65. Lia
66. 牧野由依
67. 藤澤ノリマサ
68. 村松崇継
69. （講師なし、レギュラーのみで進行）
70. 田中公平
71. 茅原実里 - さいたま放送局開局70周年記念「アニソン・アカデミー@さいたま『アニ玉祭』」として「アニメ・マンガまつり in 埼玉」（アニ玉祭）の行われた大宮ソニックシティ（埼玉県さいたま市大宮区）での公開生放送[16]
72. 山野さと子 - 中川の代理パーソナリティ兼務
73. 牧野由依 - 中川の代理パーソナリティ兼務
74. 佐咲紗花、美郷あき - 佐咲は中川の代理パーソナリティ兼務
75. 松澤由美
76. 玉置成実
77. ダ・カーポ
78. 寺門和夫（科学ジャーナリスト） - 「宇宙」をテーマにしたアニメソングを特集するとともに、宇宙に関する質問を寺門が答えた。
79. 諏訪部順一
80. ELISA
81. （講師なし、レギュラーのみで進行）
82. Pile、岡部磨知、串田アキラ（『キン肉マンGo Fight!』） - スペシャル 〜冬休みっ!ライブ!ライブ!ライブ!〜 （NHKスタジオ公開生放送）
83. 小林幸子
84. スギテツ
85. スフィア
86. 春名風花
87. 227（広田圭美、山下由紀子）、若林愛（クラリネット奏者）
88. 白鳥英美子
89. （講師なし、レギュラーのみで進行）
90. （予定していた講師が体調不良で欠席となったため、レギュラーのみで進行）
91. ささきいさお（『銀河鉄道999』）、春奈るな - 「NHK90時間ラジオ〜もっと届け、大切なこと〜」の一部として「電波の聖地 東京タワーから生放送だあっ!!」スペシャルを放送（放送時間が通常より30分繰り上げで13時30分 - 15時30分に放送）
92. ねづっち - アニメを題材にしたなぞかけ特集を放送
93. 千葉繁、杜野まこ - この春よりEテレで放送を開始した中川原案のアニメ『おまかせ!みらくるキャット団』の特集を放送
94. （講師なし、レギュラーのみで進行）
95. 丹下桜
96. 綾野ましろ
97. 朝川ひろこ
98. （講師なし、レギュラーのみで進行）
99. 小野賢章
100. 太田貴子
101. 喜多修平
102. 売野雅勇 - 中川の代理で、森口博子がパーソナリティを務める。
103. （講師なし、レギュラーのみで進行）
104. Gacharic Spin
105. 佐藤聡美
106. 井口裕香
107. 水木一郎 - 「アニソン・アカデミー スペシャル〜ギガ元気!福島〜」として福島市のこむこむわいわいホールからNHK東日本大震災プロジェクト関連で公開生放送。
108. MIQ
109. （講師なし、レギュラーのみで進行）
110. 馬飼野康二
111. 内田彩
112. MICHI、日向めぐみ - 「アニソン・アカデミーSP〜夏休みの宿題終わってなきゃ聞いちゃダメ!〜」として14時 - 18時での拡大放送
113. 内田順子
114. 山村響
115. （講師なし、レギュラーのみで進行）
116. 鮎川麻弥
117. 米倉千尋 - 中川の代理パーソナリティ兼務
118. 渡辺宙明
119. ささきいさお、鈴木結女
120. 水木一郎、堀江美都子、きただにひろし、田中公平、円光寺雅彦（指揮）、東京フィルハーモニー交響楽団、新国立劇場合唱団 - 「NHK音楽祭2015」の一環として、2015年10月16日にNHKホールで行われた『ブラボー!オーケストラ』とのコラボ企画「アニ・オケ!クラシック〜“ネ申曲”降臨〜」の公開録音の模様を放送
121. 桑島法子
122. （講師なし、レギュラーのみで進行）
123. 牧野由依
124. 鹿乃
125. 馬渡松子
126. 下成佐登子
127. ささきいさお、山野さと子、いとうかなこ、elfin' - スペシャル 〜冬休みっ!ライブ!ライブ!ライブ!〜 （みんなの広場ふれあいホールより公開生放送）
128. 石川綾子
129. 水瀬いのり
130. （講師なし、レギュラーのみで進行）
131. 松澤千晶 - 「デジモンシリーズ」特集を放送
132. 鈴木このみ
133. 織田かおり
134. たいらいさお
135. （講師なし、レギュラーのみで進行）
136. 松本梨香
137. 前川陽子
138. 中原茂
139. （講師なし、レギュラーのみで進行）
140. 大杉久美子
141. MISHIMA（ナレーター） - 「ラブライブ!」特集を放送
142. 春日萌花 - 「エヴァンゲリオン」特集を放送
143. うちやえゆか
144. 南田裕介 - 中川の代理で、松澤千晶がパーソナリティを務める。鉄道にまつわるアニメソング特集を放送。
145. 樹元オリエ - 中川の代理で、榎本温子がパーソナリティを務める。「プリキュアシリーズ」特集を放送。
146. 岩里祐穂 - 中川の代理で、丹下桜がパーソナリティを務める。
147. ささきいさお、畑亜貴 - ささきは中川の代理パーソナリティ兼務
148. だっくす小峰（どうぶつエッセイスト、ラジオパーソナリティー）、恐竜くん（恐竜専門家、イラストレーター） - 「アニソン生き物部」として動物にまつわるアニメソング特集を放送。
149. 石川綾子、Fuki Commune - 石川は中川の代理パーソナリティ兼務
150. 水木一郎、谷本貴義 - 水木は中川の代理パーソナリティ兼務
151. 赤塚りえ子 - 中川の代理で、井上喜久子がパーソナリティを務める。赤塚不二夫アニメ特集を放送。
152. カブトムシゆかり、だっくす小峰 - 「アニソン生き物部」の2回目を放送
153. 坂本洋、叶高、庄野真代 - 「アニソンアカデミーアラカンスペシャル」として懐かしのアニメソングの特集を放送。
154. 米倉千尋 - 中川の代理で、岩男潤子がパーソナリティを務める。「アニソンアカデミー カヴァー部」としてカバー曲特集を放送。
155. みみめめMIMI - 中川の代理で、小杉十郎太がパーソナリティを務める。
156. 田中公平、しほり、伊藤賢治 - 田中は中川の代理パーソナリティ兼務。
157. 鈴木美潮、ささきいさお、サイキックラバー、渡辺宙明、相川茉穂（アンジュルム） - 「アニソンアカデミー夏休みスペシャル うぃらぶ「特ソン」ふぉーればー」として特撮ソング特集を14時 - 18時での拡大放送。鈴木は中川の代理パーソナリティ兼務。
158. MoJo
159. 佐藤聡美、いとうかなこ - 京都国際マンガ・アニメフェア（京まふ）の連動イベント「アニソン・アカデミースペシャル 〜コネコもふもふ 京都まふまふ」として、NHK京都放送局視聴者公開スペースより生放送。進行サポートとして丹沢研二アナウンサーも出演。
160. 亜咲花
161. 綾野ましろ
162. 橘田いずみ - 「アニソンアカデミー餃子部」として餃子にまつわる話を展開すると共に、食べ物が出てくるアニメの歌を放送。
163. 森雪之丞
164. 織田かおり、MICHI - 当初は「アニソン・アカデミースペシャル〜トゥットゥルー!鳥取限定トゥットゥリー!〜」としてNHK鳥取放送局屋外特設ステージより生放送予定だったが、前日の鳥取県中部地震発生に伴い東京のスタジオからの放送に変更となった。
165. 加藤和樹
166. （講師なし、レギュラーのみで進行）
167. 小坂明子
168. 青木カレン、ハセガワダイスケ、竹達彩奈
169. 増山江威子、吉勝太（漫画家） - 赤塚不二夫特集の補習編として青梅市の青梅赤塚不二夫会館から生放送。
170. 山形ユキオ
171. （講師なし、レギュラーのみで進行）
172. Craydoll（弦楽ユニット）
173. ささきいさお、水木一郎、SCREEN mode、神田真紅（講談師） - スペシャル 〜冬休みっ!ライブ!ライブ!ライブ!〜 （みんなの広場ふれあいホールより公開生放送）
174. 小林亜星 - 「アニソンアカデミー レジェンドスペシャル」として小林作曲作品を特集。
175. mao
176. 歌広場淳（ゴールデンボンバー）、岡部磨知
177. ZAQ
178. 森口博子 - 「ガンダムシリーズ」特集を放送。
179. 米津玄師（ハチP）、LiSA
180. 南野陽子
181. （講師なし、レギュラーのみで進行）
182. 水木一郎、遠藤正明 - 放送日が東日本大震災発生から6年目に当たることから、「届け!アニソンの力」と題して震災以降に聞いて元気や勇気をもらったアニメソングのリクエスト特集を放送。NHK東日本大震災プロジェクトの一環として位置づけられている。
183. YURiKA
184. 奥華子
185. 渡辺宙明、田中公平、ささきいさお、水木一郎 - 「アニソンアカデミー開校4周年記念スペシャル」として放送。
186. 駒形友梨 - 中川の代理で、SCREEN modeがパーソナリティを務める。
187. バナナフリッターズ - 中川の代理パーソナリティ兼務。
188. 井上ほの花、井上喜久子 - 「アニソンアカデミー授業参観スペシャル」として放送、井上ほの花は中川の代理パーソナリティ兼務。
189. エリック・ミヤシロ、八神純子 - 中川の代理で、田中公平がパーソナリティを務める。
190. A応P - 中川の代理パーソナリティ兼務。
191. 江口拓也 - 中川の代理で、歌広場淳がパーソナリティを務める。
192. 榎本温子、樹元オリエ、五條真由美、うちやえゆか - 中川の代理パーソナリティ兼務。「ふたりはプリキュア Splash Star同窓会」と銘打ち同作品及び『よにんでSUPER☆TEUCHI☆LIVE』について取り上げる。
193. アメリカザリガニ、MICHI - アメリカザリガニは中川の代理パーソナリティ兼務。
194. 久里洋二、若山弦蔵 - 中川の代理で、前川陽子がパーソナリティを務める。
195. 茶風林、玄田哲章
196. 奥井亜紀
197. 結城アイラ
198. 村松崇継
199. 松本梨香、山寺宏一 - 「ポケモンアニソン特集」として放送。
200. 富沢美智恵、深見梨加 - 放送200回記念「美少女戦士セーラームーン特集」として放送。
201. 森川美穂
202. （講師なし、レギュラーのみで進行）
203. 歌広場淳、下川みくに、山口勝平、神田真紅 - 夏休み4時間スペシャル 「全国統一アニ力テスト」 として放送。神田は終盤で飛び入り出演。
204. 遊佐未森 - 遊佐が劇伴とテーマソングを担当したアニメドキュメント『女川中バスケ部 5人の夏』も取り上げる。
205. はやぶさ
206. 石田燿子
207. 関智一
208. 水木一郎
209. ささきいさお
210. 有村昆、ジェイコブ・コーラー（ピアニスト） - 「映画アニソン特集」として放送、有村は中川の代理パーソナリティ兼務。
211. 手嶌葵
212. TECHNOBOYS PULCRAFT GREEN-FUND、米津玄師（ハチP）
213. 田村直美 - NHK松山放送局で開催される「NHKふれあい秋まつり2017」の一環として同局第1スタジオから公開生放送。進行サポートとして藤崎が出演したほか、小西政親アナウンサーが翌週ラジオ第一で放送される『アニメdeつぶや句575』の宣伝告知で登場、また大葉健二も飛び入り出演した。
214. 田中公平
215. 竹達彩奈
216. 氷川きよし
217. ささきいさお、水木一郎、米倉千尋、鈴木このみ - スペシャル 〜冬休みっ!ライブ!ライブ!ライブ!〜 （みんなの広場ふれあいホールより公開生放送）
218. （講師なし、レギュラーのみで進行）
219. 大野雄二
220. いとうかなこ、AKINA - いとうは中川の代理パーソナリティ兼務。またこの回より第224回まで渡辺宙明・俊幸親子に話を聞く「宙明・俊幸 ミュージック・A to ゼーット」を開始。
221. MIQ - 中川の代理で、市川紗椰がパーソナリティを務める。
222. 橋本一郎 - 中川の代理で、ショッカーO野がパーソナリティを務める。
223. 小澤千一朗（編集者）、田中敦子 - 中川の代理で、夏川椎菜がパーソナリティを務める。「アニソンアカデミー生き物部パンダ篇」として放送。
224. 大森玲子
225. 中島愛、SCREEN mode
226. A応P（巴奎依、広瀬ゆうき、水希蒼、旭優奈、春咲暖） - 「女の子アニソン特集」として放送。旭と春咲は放送当時は「A応P ZERO」のメンバーとして出演。
227. 佐々木李子
228. 大原ゆい子
229. （講師なし、レギュラーのみで進行）
230. 草尾毅、横山智佐、久川綾、三浦秀美、有馬ゆみこ - ランキング部ベストテン発表時に電話出演。この他篠原ともえが番組終盤に飛び入り出演。
231. 串田アキラ（『炎のキン肉マン 2005年バージョン』）
232. 加藤登紀子、潘恵子
233. ORESAMA
234. 山野さと子
235. （講師なし、レギュラーのみで進行） - BSプレミアムで放送された『発表!全ガンダム大投票』にちなみ、同番組で発表された「ガンダムソングスランキング」と、ランキング部の番外編として本番組で実施した「裏ガンダムソングスランキング」の結果を発表。裏ランキング1位の「シャアが来る」を歌った堀光一路が電話出演した。
236. 鮎川麻弥 - 「ガンダムソングスランキング」補習授業として放送。
237. 斎藤雅広、松浦梨沙
238. XAI
239. 松澤由美
240. 鈴木このみ
241. （講師なし、レギュラーのみで進行）
242. サーカス
243. 太田貴子 - 中川の代理で、篠原ともえがパーソナリティを務める。中川はイベント出演先のロサンゼルスから電話出演。
244. 駒形友梨
245. 小山茉美
246. （講師なし、レギュラーのみで進行） - 「妖怪アニソン特集」として放送、田中公平が電話出演。
247. （講師なし、レギュラーのみで進行）
248. 山形ユキオ、遠藤正明、民謡ガールズ - 夏休み4時間スペシャルとして放送。前年に続いて 「全国統一アニ力テスト」を実施したほか、「アニソン音頭特集パート1」（パート2は徳光和夫のふるさと民謡トークにて翌日に放送）も行った。中島愛、水木一郎が電話出演。
249. 堀江美都子
250. 佐々木李子
251. 奥井雅美
252. 茅原実里
253. Revo - 中川の代理で藤崎が進行。中川も電話出演したほか、後半では塩澤も番組に加わる。
254. 林哲司、ヨハネス・フライシュマン（バイオリニスト）
255. ささきいさお
256. 五條真由美、宮本佳那子、CHiCO with HoneyWorks - 五條・宮本の出演パートは「プリキュア特集」として放送。
257. MICHI - 「アニソン・アカデミーSP in 北九州」として、「北九州ポップカルチャーフェスティバル」が開催される北九州市の西日本総合展示場新館から公開生放送。進行サポートとして藤重博貴アナウンサーも出演。
258. Coda - 中川の代理で松岡が進行。中川もイベント出演先のニューヨークから電話出演。
259. でんぱ組.inc
260. グッチ裕三
261. サイキックラバー
262. 坂田晃一
263. ささきいさお、水木一郎、森川智之、voyager - スペシャル 〜冬休みっ!ライブ!ライブ!ライブ!〜
264. （講師なし、レギュラーのみで進行）
265. すぎやまこういち
266. 田中公平
267. 神谷明
268. 山田タマル - 番組中に緊急地震速報発生により熊本地震の余震に伴う緊急ニュース挿入のため、14:22 - 14:55に中断。
269. 平野文 - 翌日の節分にちなみ「福は内 鬼も内スペシャル」として鬼系キャラが登場するアニメの曲を特集。ただし、この日の放送ではあべがインフルエンザ発症のため欠席、藤崎が代理進行。
270. 鈴木雄大 - 「名曲発掘ライブスペシャル」として放送。
271. 徳井青空 - ラジオ第1で本番組の後に放送の『画のないアニメ館』特番出演の前に飛び入り出演。
272. 岩里祐穂 - 「アニソン作詞講座」として放送。
273. しゃかり
274. 斎藤雅広、松浦梨沙
275. （講師なし、レギュラーのみで進行）
276. 岩男潤子
277. 織田哲郎
278. 奥華子
279. 池田綾子
280. 影山ヒロノブ、三石琴乃 - 「大型連休スペシャル〜平成のアニソンをふり返るSP〜」として4時間特番で放送
281. （講師なし、レギュラーのみで進行） - BSプレミアムで放送の『発表!全マクロス大投票』にちなみ、同番組で発表された「マクロスソングスランキング」と、ランキング部の番外編として本番組で実施した「裏マクロスソングスランキング」の結果を発表。神谷明が電話出演。
282. ささきいさお
283. 獣神サンダー・ライガー - 「プロレス・格闘技アニソン特集」として放送。番組中に緊急地震速報を発令し千葉県南部を震源とする地震発生に伴う緊急ニュース挿入のため、15:24 - 15:45に中断。
284. 日髙のり子
285. 麻生かほ里
286. あま津うに
287. 売野雅勇
288. Revo、石川由依
289. 三木眞一郎 - 「ドライブアニソン特集」として放送
290. 萩原さちこ（お城好き女子・城郭ライター） - 「名曲発掘シリーズ 時代劇アニソンリクエスト」として放送
291. 小林幸子
292. 池毅、山野さと子
293. ダンス☆マン
294. 内田直哉
295. 喜多修平、池田帆奈（ポケモンキッズ2019）、五條真由美、山形ユキオ - 「真夏のアニソン大カラオケパーティー」と題して4時間特番として放送
296. 小林亜星
297. 島田敏 - 敬老の日直前ということで「名曲発掘!おじいちゃん、おばあちゃんアニソン特集」として放送。
298. 伊藤かな恵
299. 渡辺宙明、マコ・プリンシパル
300. ヒャダイン
301. 成瀬瑛美、小原好美、小松未可子、上坂すみれ、木野日菜 - 前半は「プリキュア特集」、後半は前週が令和元年東日本台風（台風19号）に伴う特別番組編成で番組休止になったため、この回に振り替える形でアニソンランキング部の結果発表を放送。
302. 朝川ひろこ、榎本温子 - 「秋のリクエスト祭り」として3時間特番で放送
303. 彩音
304. 島本須美
305. 高橋洋子
306. 串田アキラ - Nスポ!2019inSENDAI兼NHK東日本大震災プロジェクトの一環で「アニソンアカデミースペシャル in 仙台」としてNHK仙台放送局での公開収録の模様を放送。進行サポートとして森下絵里香アナウンサーも出演。
307. 佐々木李子、ウォルピスカーター
308. 田中公平、富沢美智恵 - 『新サクラ大戦』を特集。田中は中川の代理パーソナリティ兼務、中川もイベント出演先のソウルから電話出演。
309. ささきいさお、水木一郎、高取ヒデアキ、河野万里奈 - スペシャル 〜冬休みっ!ライブ!ライブ!ライブ!〜 （みんなの広場ふれあいホールより公開生放送）
310. 船山基紀
311. 福山芳樹
312. （講師なし、レギュラーのみで進行） - 「名曲発掘！春が待ち遠しいホットアニソン特集」として放送
313. 梶原岳人
314. 横山智佐
315. （講師なし、レギュラーのみで進行）
316. 喜多修平
317. CHiCO - 「夢のタッグアニソン特集」として放送
318. TiA
319. 悠木碧、依田菜津、河野ひより、成瀬瑛美、引坂理絵 - 映画公開記念で「プリキュア特集」を放送
320. 田村直美、北島健二、佐久田脩
321. 堀江美都子 - 本来はNHK横浜放送局からの公開生放送を予定していたが、新型コロナウイルス感染拡大防止のため公開生放送を取り止め、通常通り放送センターからの放送に変更
322. （講師なし、レギュラーのみで進行） - 当初は開校7周年記念として井上ヨシマサが出演する予定だったが、都合により、放送内容を変更して送る
323. 水木一郎 - 中川と水木のパートは「今だから聞きたいアニキの曲」としてそれぞれ10曲ずつ水木の曲を選曲した。
324. 水木一郎 - 前回に引き続き水木の曲を特集して放送。
325. 堀江美都子 - 堀江の曲を特集して放送。
326. 堀江美都子 - 前回に引き続き堀江の曲を特集して放送。
327. 串田アキラ - 串田の曲を特集して放送。
328. 串田アキラ - 前回に引き続き串田の曲を特集して放送。この回より4回分ゲストは電話出演。
329. 歌広場淳
330. 山野さと子
331. 影山ヒロノブ
332. ささきいさお - この回よりゲストのスタジオ出演を再開。また、この回ではあべが体調不良のため欠席。
333. 松澤由美
334. 五條真由美
335. 遠藤正明
336. 津久井教生 - 「夏の陣！ ワンワンアニソン VS ニャンニャンアニソン」と題して犬や猫が印象的なアニソンを特集する。津久井はリモート出演。
337. 森口博子
338. （講師なし、レギュラーのみで進行）
339. 宮内タカユキ、山形ユキオ、渡辺宙明 - 「夏休みスペシャル〜今日だけは、今日ぐらいは夏休みッ！！〜」として4時間特番で放送。山形と渡辺は電話出演。
340. 田野アサミ
341. 野田愛実
342. 井上ヨシマサ - 当初予定されていた第322回からの振り替え出演
343. 瀬尾一三
344. 石川綾子
345. 三澤紗千香
346. 高槻かなこ
347. （講師なし、レギュラーのみで進行）
348. DJ和
349. 荻野目洋子 - 番組冒頭でこの日さいたま放送局FMにて同時間帯にローカル編成で生放送の『SAITAMA ANIMEDIATHON』[17]の進行を担当している天津・向清太朗、春日萌花、泉浩司アナウンサーが電話出演。
350. 鮎川麻弥 - ランキング部の特別編として2020年10月に死去した筒美京平によるアニソンのランキングを発表、鮎川はサプライズゲストとして出演
351. （講師なし、レギュラーのみで進行） - 悪役をテーマにした「悪ソン」を特集
352. angela - 中川の代理パーソナリティ兼務、中川も別途仕事先から電話出演
353. 岡田ひとみ - 放送翌日の12月6日が「姉の日」であることにちなみ、「お姉さんアニソン」を特集
354. 湯川れい子
355. 小杉保夫
356. 山野さと子、佐咲紗花 - 「冬休みスペシャル」として4時間特番として放送。この他Liaと高橋洋樹が電話出演
357. 水木一郎 - 「元気百倍アニソン特集」として放送
358. 清野茂樹 - 「エンディングで主人公が左に向かって走るアニソン」を特集。清野はエンディング映像を見ながら実況を入れるという企画を行った。
359. 日髙のり子 - ランキング部の特別編として日髙による楽曲のランキングを発表
360. 栗林みな実
361. （講師なし、レギュラーのみで進行） - 「歌ったらたくさんカロリーを消費した気がするアニソン」を特集
362. 中島愛 - 松本隆作詞楽曲を特集
363. ヒロシ - 「部屋を暗くして一人で聞きたいアニソン」を特集
364. （講師なし、レギュラーのみで進行） - 「ワンフレーズ萌え大賞」として、1つのフレーズや言葉の歌い方などに着目し、候補に挙がった曲の中から投票を行う。
365. Revo - ゲームソングを特集
366. 奥井雅美
367. 悠木碧
368. （講師なし、レギュラーのみで進行） - ランキング部の特別編として「卒業生に贈るのにふさわしいアニソン」のランキングを発表
369. タケカワユキヒデ
370. （講師なし、レギュラーのみで進行） - 「目覚めにぴったりのアニソン」と特集、事前収録
371. ささきいさお
372. 上坂すみれ - 中川の代理で、森永卓郎がパーソナリティを務める[注 6]。「昭和アイドルアニソン」を特集。
373. 米倉千尋 - サプライズゲストとして山野さと子が電話出演
374. 諏訪ななか
375. eill - サプライズゲストとして緒方恵美が飛び入り出演
376. （講師なし、レギュラーのみで進行） - 2021年4月に死去した菊池俊輔の追悼特集を放送
377. 若草恵
378. 田中公平 - 「アニソンアカデミー セットリスト講座」として放送
379. 田中秀和
380. 川井憲次
381. （講師なし、レギュラーのみで進行）
382. （講師なし、レギュラーのみで進行） - 2021年5月に死去した小林亜星の追悼特集を放送
383. （講師なし） - 2週にわたり事前収録を実施、中川の代理で榎本温子がパーソナリティを務める。
384. （講師なし）
385. 井上麻里奈 - 中川の代理で田野アサミがパーソナリティを務める。
386. 森口博子
387. Sister MAYO、渡辺宙明、中島義実 - 夏休みスペシャルとして4時間特番で放送。渡辺・中島は電話出演。
388. 君塚仁子（フルート・オカリナ奏者） - 「アニソンでオカリナ講座」を放送。また、2021年8月に死去した斎藤雅広の追悼企画として過去出演時のライブ演奏音源も放送。
389. 若子内悦郎 - 若子内が出演していた総合テレビ『ステージ101』についても取り上げ、同番組に出演していた串田アキラも電話出演。
390. 畑亜貴 - 放送前日が中川の父・中川勝彦の命日であることから、彼及び彼が出演した『超力ロボ ガラット』について、共演した鷹森淑乃のコメントも交えてと振り返る小特集も放送[注 7]。
391. （講師なし、レギュラーのみで進行）
392. （講師なし、レギュラーのみで進行） - 2021年10月8日に四国4県のNHK-FMで放送の『アニソンリトルナイトin徳島』[18]の告知のため、徳島放送局の宮﨑あずさアナウンサーが電話出演。
393. （講師なし、レギュラーのみで進行）
394. 堀江由衣
395. 松澤由美 - 『聖闘士星矢』シリーズ[注 8]及び星座にまつわるアニメ・アニメソングを特集。
396. 増田太郎[注 9]
397. （講師なし） - 中川の代理で榎本温子がパーソナリティを務める。各地のアニメやアニメソング、声優・歌手などの関係者、イベントについての投稿を募集する「アニメ・アニソン お国プチ自慢」の九州・沖縄編を放送[注 10]。
398. （講師なし、レギュラーのみで進行） - 2021年9月に死去したすぎやまこういちの追悼特集前編。この回では『ドラゴンクエストシリーズ』を取り上げ、『ドラゴンクエストV 天空の花嫁』のサウンドトラック『交響組曲「ドラゴンクエストV」天空の花嫁』（アポロン音楽工業版）から、ゲーム音源版の「ゲーム・オリジナル・サウンド・ストーリー」とすぎやま指揮・NHK交響楽団演奏によるオーケストラ版のいずれも全編を放送している。
399. （講師なし、レギュラーのみで進行） - すぎやまこういちの追悼特集後編。すぎやまが手がけたアニメ・特撮の楽曲を取り上げた。
400. 斎藤瑠希
401. GARNiDELiA
402. 大野雄二
403. 剣持光 - ヒデ夕樹の楽曲を特集。
404. 森本英世、高橋洋樹 - 「冬休みスペシャル」として4時間特番として放送。この他千綿偉功と宇野ゆう子が電話出演。
405. 水木一郎
406. 萩田光雄
407. 林英哲 - 「和ニソン（和を感じるアニメソング）」を特集。
408. 高橋洋子
409. 一龍斎貞友 - 忍者アニソンを特集。
410. つじあやの
411. 後藤康之
412. TRUE（電話出演）
413. （講師なし、レギュラーのみで進行）
414. （講師なし、レギュラーのみで進行）
415. 入船亭扇治
416. 飯田里穂
417. 4代目タイガーマスク - 「タイガーマスクだけで120分1本勝負！」と題して、タイガーマスク歴代シリーズ作品の楽曲を特集。
418. 松井五郎
419. 古田喜昭
420. 岩佐美咲 - 「演歌歌手が歌うアニソン」を特集。
421. 島本須美、角野隼斗
422. 小田基行（漫画編集者） - 2022年4月に死去した藤子不二雄Ⓐの追悼特集を放送。
423. 幹葉（スピラ・スピカ）
424. （講師なし、レギュラーのみで進行） - 「名脇役や名バイプレーヤーが輝きを放つアニソン＆キャラソン特集」を放送。
425. 森口博子
426. NoB
427. 竹内アンナ - 「グッとくる男性ボーカルアニソン」を特集。
428. 串田アキラ - 「メタルヒーローシリーズ特集」を放送。放送の前週に死去した渡辺宙明の楽曲を中心に構成。
429. 都志見隆 - この週より渡辺宙明追悼企画として「宙明・俊幸 ミュージック・A to ゼーット」の再放送を行う。
430. 石原慎一 - メタルヒーローシリーズ特集第2弾を放送。
431. （講師なし、レギュラーのみで進行） - 当初亜咲花が出演予定だったが、新型コロナウイルス感染のため出演延期となった。代替企画として「第2回 ワンフレーズ萌え大賞」を実施。
432. ディカペラ
433. 青山吉能
434. 堀江由衣 - ランキング部の特別編として堀江による楽曲のランキングを発表。
435. 鈴木キサブロー
436. 千綿偉功、小松里歌- 夏休みスペシャルとして4時間特番で放送、「第3回 ワンフレーズ萌え大賞」「アニソン＆特ソンの音頭特集」を実施。
437. 渡辺俊幸 - インスト特集を放送。
438. 冨永みーな
439. 風雅なおと
440. （講師なし、レギュラーのみで進行） - 「秋…名曲発掘！哀愁アニソン特集」を放送。
441. （講師なし） - 中川の代理で榎本温子がパーソナリティを務める。「アニメ・アニソンお国プチ自慢〜北海道篇〜」を放送。
442. 黒崎真音
443. 東城咲耶子 - 「名曲発掘！自転車アニソン特集」を放送。
444. 森崎ウィン
445. （講師なし、レギュラーのみで進行） - 「秋…名曲発掘！哀愁アニソン特集」第2弾を放送。
446. 遠藤正明 - NHK静岡放送局から2019年末以来となる公開生放送。進行サポート役として後藤康之アナウンサーも出演、当日は「アニメ・アニソンお国プチ自慢〜静岡篇〜」も実施。
447. 藍井エイル
448. CHiCO
449. 宮川彬良 - 「発進！ 宇宙戦艦ヤマト 音楽の世界」と題して、宮川の父・宮川泰から引き継いだ『ヤマト』関連の楽曲について特集。
450. 米倉千尋 - 冬休みスペシャルとして、15時30分 - 18時に放送。前半は水木一郎の追悼特集、後半はクリスマスソング特集で構成。
451. 南條愛乃
452. angela
453. （講師なし、レギュラーのみで進行） - 「フォーエバーアニキ」と題して、2週にわたり水木一郎の追悼特集を放送。
454. （講師なし、レギュラーのみで進行） - 中川の手術に伴う入院のため事前収録。
455. 榎本温子 - 「アニメ・アニソンお国プチ自慢〜四国編〜」を放送。
456. TRUE - 「名曲発掘！アニソン・特ソンバラード特集」を放送。
457. ナノ
458. 鈴木みのり - 「名曲発掘！アニメ内ユニット特集」を放送。
459. 増田太郎
460. 青山吉能 - 「名曲発掘！ロックアニソン特集」を放送。
461. （講師なし、レギュラーのみで進行） - 「第4回 ワンフレーズ萌え大賞」を放送。
462. 中西りえ - 「第2回 演歌歌手が歌うアニソン特集」を放送。
463. FRAM - 「名曲発掘！アニソンアーティストデビュー曲特集」を放送。
464. ささきいさお
465. 國府田マリ子 - ランキング部の特別編として國府田による楽曲のランキングを発表。
466. （講師なし、レギュラーのみで進行） - 「名曲発掘！春の新生活…通勤通学のお供アニソン」を放送。
467. （講師なし、レギュラーのみで進行） - 「名曲発掘！有名アーティストが歌うアニソン特集」を放送。中川がイベント出演のため事前収録。
468. 宮島咲良 - 特撮ソング特集を放送。
469. （講師なし、レギュラーのみで進行） - 「お母さんが活躍するアニメの曲リクエスト」を放送。
470. 鈴木愛奈 - レジェンドアニソン歌手のルーツミュージックも特集。
471. 遠藤正明 - 「名曲発掘！ロックアニソン特集」の補習授業を放送。
472. アレハンドロ・ベラ（ピアニスト）
473. 森口博子
474. 平野綾
475. （講師なし、レギュラーのみで進行） - 「名曲発掘！スローアニソン特集」を放送。
476. （講師なし、レギュラーのみで進行） - 中川の舞台出演に伴い事前収録、開校10周年記念で未放送楽曲を放送。
477. 山野さと子 - 「心温まるアニソン特集」として放送
478. （講師なし、レギュラーのみで進行） - 中川の舞台出演に伴い事前収録、「名曲発掘！ワンフレーズ萌えアニソン大賞 2023夏」を放送。
479. 亜咲花 - 「アニメ・アニソンお国プチ自慢〜愛知篇〜」を放送。
480. （講師なし、レギュラーのみで進行） - 「夏だ！アニソン・特ソン音頭特集」を放送。
481. 千住明 - アニアカ広報部特別編としてEテレで放送の『青のオーケストラ』のミニ特集も放送、千葉翔也（青野一役）と加隈亜衣（秋音律子役）がコメント出演。
482. （講師なし、レギュラーのみで進行） - 2週にわたりウルトラシリーズの楽曲を特集。
483. きただにひろし - 前々回に続きアニアカ広報部特別編として『青のオーケストラ』のミニ特集第2弾も放送。
484. 鈴華ゆう子（和楽器バンド） - 「和ニソン（和風テイストのアニソン）特集」を放送。
485. 木根尚登（TM NETWORK） - 『シティーハンター』の楽曲を特集。
486. 高橋秀幸
487. やなぎなぎ
488. （講師なし、レギュラーのみで進行） - 「秋…名曲発掘！哀愁アニソン特集」第3弾を放送。
489. 谷本貴義
490. （講師なし、レギュラーのみで進行） - 「名曲発掘！ワンフレーズ萌えアニソン大賞 2023秋」を放送。
491. 林哲司
492. 小杉十郎太
493. （講師なし、レギュラーのみで進行） - 水木一郎の一周忌間近である事から「水木一郎アニキの心に沁みる名曲特集」と「あなたが見た水木一郎」をテーマに放送。
494. 岡崎体育
495. （講師なし、レギュラーのみで進行） - パーティー向けの軽快なアニメソングやダンスしたくなるようなアニメソングを特集。
496. （講師なし、レギュラーのみで進行） - 2023年にリリースされたアニメソングを特集。
497. 降幡愛
498. fripSide（上杉真央、阿部寿世）
499. 堂島孝平
500. （講師なし、レギュラーのみで進行） - 放送500回記念として「名曲発掘！ワンフレーズ萌えアニソン大賞 2024冬」、「もう1度聴きたいアニアカ名場面」を放送、「アニソンコンシェルジュ」を開始。
501. 芹澤優 - 「ヒロインたちが歌うキラキラアニソン特集」を放送。
502. （講師なし、レギュラーのみで進行） - バレンタインデー直前としてチョコレートにちなみ「名曲発掘！スイート＆ビターアニソン特集」を放送。
503. 南條愛乃 - 2月22日の猫の日直前にちなみ、猫が登場するアニソンを特集。
504. （講師なし、レギュラーのみで進行） - 学園もの・スポーツものなど友情や友達を歌ったアニソンを特集。
505. 工藤真由、森田成一、伊藤健太郎 - 前週に続き友情や友達を歌ったアニソンを特集、前半は工藤とともにプリキュアシリーズを中心に取り上げ、後半はアニアカ広報部特別編として、総合テレビで放送の『キングダム』第5シリーズの見どころについて信役の森田と桓騎役の伊藤に聞いた。
506. MIQ
507. （講師なし、レギュラーのみで進行） - 家族や親子がテーマのアニメの楽曲を特集。
508. ヨシダタクミ（saji） - ロックアニソン特集第2弾を放送。
509. 梶浦由記
510. （講師なし、レギュラーのみで進行） - 「花鳥風月アニソン特集」と題し、自然の美しい風景が思い浮かぶアニメソングを特集。中川がイベント出演のため事前収録。
511. （講師なし、レギュラーのみで進行） - 2024年3月に死去した鳥山明の追悼特集を放送。
512. 小松亮太
513. 潘恵子、潘めぐみ
514. 椎名へきる、入野自由、竹内栄治 - 番組後半ではアニアカ広報部特別編として、総合テレビで放送の『烏は主を選ばない』の見どころについて若宮役の入野と澄尾役の竹内に聞いた。
515. （講師なし、レギュラーのみで進行） - 「発掘！青春アニソン特集」を放送。
516. （講師なし、レギュラーのみで進行） - 前週に続き「発掘！青春アニソン特集」を放送。
517. ChouCho - 洋楽アニソン特集を放送。
518. （講師なし、レギュラーのみで進行） - 「名曲発掘！ワンフレーズ萌えアニソン大賞 2024夏」を放送。
519. 久住小春
520. 三浦祐太朗、田村睦心、本泉莉奈 - 番組後半ではアニアカ広報部特別編として、『烏は主を選ばない』の見どころについて雪哉役の田村とあけび役の本泉に聞いた。
521. キミのね（つむぎしゃち、大谷舞） - 「名曲発掘！バイオリンがエモいアニソン特集」を放送。
522. 堀江由衣 - 歌詞に注目した「発掘！耳にも心にも残るアニソン神フレーズ」と題し、「勇気をもらった神フレーズ」をテーマに放送。またアニアカ広報部特別編として、Omoinotakeがコメント出演し、セルフライナーノーツも放送。
523. （講師なし、レギュラーのみで進行） - 「花鳥風月 夏アニソン特集」を放送。また、急性膵炎治療から退院した串田アキラが電話出演したほか、2024年7月に死去した小原乃梨子の追悼小特集も放送。
524. 山川恵津子
525. 新居昭乃
526. 森口博子 - 「発掘！カバーアニソン特集」を放送。
527. （講師なし、レギュラーのみで進行） - 「イントロがかっこいい曲特集」を放送。
528. （講師なし、レギュラーのみで進行） - 前週に引き続き「イントロがかっこいい曲特集」を放送。
529. （講師なし、レギュラーのみで進行） - 敬老の日直前である事から「おじいちゃん・おばあちゃんへ贈るアニソン特集」を放送。
530. 玉置成実 - 「バイクがかっこいいアニメの曲特集」を放送。
531. 笹倉かな - 「私はこのアニソンに救われました」と題し、落ち込んだときなどに救ってくれたアニメソングを特集。
532. みあ（三月のパンタシア）
533. 林ゆうき - 2024年9月に死去した大山のぶ代の追悼小特集も放送。
534. 飯窪春菜 - 漫画の魅力を掘り下げる特集を放送。
535. ヒャダイン - 「名曲発掘！ワンフレーズ萌えアニソン大賞 2024秋」を放送。
536. 中島怜 - 『カードキャプターさくら』の楽曲を特集。
537. （講師なし、レギュラーのみで進行） - 「名曲発掘！ガンダム名バラード特集」を放送。
538. 串田アキラ - 2週にわたりスーパー戦隊シリーズの楽曲を特集。
539. 森崎ウィン
540. （講師なし、レギュラーのみで進行） - 2024年にリリースしたアニメソングを特集。
541. （講師なし、レギュラーのみで進行） - 「あなたに元気をくれるパワフルアニソン」と題し、新年のスタートを切るのにふさわしい元気なアニメソングを特集。
542. （講師なし、レギュラーのみで進行） - 「イントロがかっこいいアニソン特集」を放送。
543. （講師なし、レギュラーのみで進行） - 「花鳥風月 冬アニソン特集」を放送。
544. halca - バレンタインデー間近である事にちなみ「恋愛アニソン大賞」と題し、恋を歌ったアニメソングを特集。
545. （講師なし、レギュラーのみで進行） - 「昭和・平成・令和 キャラソンヒストリー」と題し、新旧キャラクターソングの歴史を紐解く。
546. 福山芳樹 - 「名曲発掘！ギターがかっこいいアニソン特集」を放送。
547. （講師なし、レギュラーのみで進行）  - 「名曲発掘！インストテーマ特集」と題し、インストゥルメンタルを使ったアニメの主題曲を特集。
548. （講師なし、レギュラーのみで進行） - 「花鳥風月 春アニソン特集」を放送。
549. 大西洋平 - 2週にわたりスーパー戦隊シリーズの楽曲を特集。
550. MoJo
551. 本間昭光
552. 山野さと子 - 「ガンバレ女子！エールアニソン」と題し、女性を元気づけるアニメソングを特集。
553. ささきいさお - NHK BSで放送の『発表!全スーパー戦隊大投票』を受ける形で、アニソンランキング部特別編として同番組では行わなかった主題歌を始めとするスーパー戦隊シリーズの楽曲ランキングを2週にわたり放送。
554. （講師なし、レギュラーのみで進行）
555. 池田彩
556. 椎名へきる
557. ヒャダイン - 「名曲発掘！ワンフレーズ萌えアニソン大賞 2025夏」を放送。
558. ヒャダイン
559. （講師なし、レギュラーのみで進行）  - ここから4回分は前述の通り収録放送。「イントロがかっこいいアニソン特集」を放送予定。
560. 藤林聖子
561. サイキックラバー - 「名曲発掘！ロックアニソン特集」を放送予定。
562. （講師なし、レギュラーのみで進行）  - 「あなたが新しいと感じたアニメ作品」を放送予定。